# Vésztő
Vésztő je mesto na Madžarskem, ki upravno spada pod podregijo Szeghalmi Županije Békés.